# José Luis de Vilallonga
José Luis de Vilallonga y Cabeza de Vaca, nono Marchese di Castellbell (Madrid, 29 gennaio 1920 – Andratx, 30 agosto 2007), è stato uno scrittore e attore spagnolo.

## Biografia
Nacque a Madrid da una famiglia dell'alta nobiltà spagnola (Grandi di Spagna). Dal ramo materno, era cugino del marchese Alfonso de Portago, pilota automobilistico che morì nell'ultima Mille Miglia competitiva. Per assecondare i desideri del padre, fervente sostenitore del generale Francisco Franco, si arruolò a soli 16 anni, in piena guerra civile spagnola, tra i sostenitori del "caudillo", ma alla fine degli anni quaranta, divenuto critico e insofferente al regime, abbandonò il servizio diplomatico scegliendo di vivere all'estero. Nel 1953 pubblicò un primo romanzo, Les Ramblas finissent à la mer (Le ramblas finiscono in mare), che catturò l'attenzione della censura militare spagnola, la quale gli vietò di rientrare in Spagna. Vilallonga proseguì la carriera scrivendo per vari giornali come corrispondente estero, contando sulle sue molte e altolocate amicizie in diversi paesi. Oltre a molti romanzi pubblicati in francese e poi anche in spagnolo, le sue amicizie lo coinvolsero in ruoli cinematografici. Il grande pubblico internazionale lo conosce per il ruolo del miliardario brasiliano nel film Colazione da Tiffany (1961), a fianco di Audrey Hepburn. In seguito lavorerà in diversi paesi come la Francia, di cui parlava correntemente la lingua, e in Italia, interpretando spesso il ruolo dell'affarista senza scrupoli. Nel 1962 prese parte al film Cleo dalle 5 alle 7 di Agnès Varda.
Ebbe un'amicizia con Federico Fellini e pubblicò Fellini: ho sognato Anita Ekberg, il cui contenuto riguarda una sua intervista del 1963, anno in cui partecipò anche al film Il delitto Dupré, affiancando Marina Vlady. In seguito Fellini gli diede una parte in Giulietta degli spiriti (1965). La sua fama di donnaiolo e playboy non gli procurò una larga simpatia popolare, però negli ambienti dell'alta borghesia poté vantare molte amicizie tra cui quella con il re Juan Carlos I di Spagna. È stato sposato tre volte, anche se gli vengono attribuite altre due mogli, ed ebbe una relazione con la bella attrice francese Michèle Girardon, che lasciò per sposare un'altra donna. Poco tempo dopo la Girardon si suicidò. Vilallonga morì nel 2007 per cause naturali nell'isola di Maiorca. Il re Juan Carlos dichiarò il suo rammarico per la perdita dell'amico.

## Filmografia parziale
- Gli amanti (Les Amants), regia di Louis Malle (1958)
- Il sindacato del crimine (L'Ennemi dans l'ombre), regia di Charles Gérard (1961)
- I celebri amori di Enrico IV (Vive Henri IV... vive l'amour!), regia di Claude Autant-Lara (1961)
- I cattivi colpi (Les mauvais coups), regia di François Leterrier (1961)
- L'affare Nina B. (L'Affaire Nina B.), regia di Robert Siodmak (1961)
- Colazione da Tiffany (Breakfast at Tiffany's), regia di Blake Edwards (1961)
- Le Rendez-vous de minuit, regia di Roger Leenhardt (1961)
- Le parigine (Les Parisiennes), regia di Marc Allégret e Claude Barma (1962)
- Cleo dalle 5 alle 7 (Cléo de 5 à 7), regia di Agnès Varda (1962)
- Grisbì da un miliardo (La Loi des hommes), regia di Charles Gérard (1962)
- Colpo grosso al casinò (Mélodie en sous-sol), regia di Henri Verneuil (1963)
- Il delitto Dupré (Les Bonnes causes), regia di Christian-Jaque (1963)
- ...e venne il giorno della vendetta (Behold a Pale Horse), regia di Fred Zinnemann (1964)
- Il magnifico cornuto, regia di Antonio Pietrangeli (1964)
- I tre volti, regia di Michelangelo Antonioni, Mauro Bolognini e Franco Indovina (1965)
- Colpo grosso ma non troppo (Le Corniaud), regia di Gérard Oury (1965)
- Darling, regia di John Schlesinger (1965)
- Giulietta degli spiriti, regia di Federico Fellini (1965)
- Una vergine per il principe, regia di Pasquale Festa Campanile (1966)
- Tecnica di un omicidio, regia di Franco Prosperi (1966)
- Calibro 38 (L'Homme qui trahit la mafia), regia di Charles Gérard (1967)
- Gli scassinatori (Le casse), regia di Henri Verneuil (1971)
- Dove vai senza mutandine? (Mir hat es immer Spaß gemacht), regia di Will Tremper (1970)
- Saffo (Sapho ou La fureur d'aimer), regia di Georges Farrel (1971)
- Gli scassinatori (Le Casse), regia di Henri Verneuil (1971)
- Il vitalizio (Le Viager), regia di Pierre Tchernia (1972)
- La fabbrica degli eroi (Le Bon et les méchants), regia di Claude Lelouch (1976)
- Chi dice donna dice donna, regia di Tonino Cervi (1976)
- Speed Cross, regia di Stelvio Massi (1980)
- Voltati Eugenio, regia di Luigi Comencini (1980)
- Tex e il signore degli abissi, regia di Duccio Tessari (1985)
- Ossessione d'amore (Sangre y arena), regia di Javier Elorrieta (1989)
- Il lungo inverno (El largo invierno), regia di Jaime Camino (1992)

## Doppiatori italiani
- Renato Turi in Colazione da Tiffany, Tecnica di un omicidio
- Giorgio Piazza in Il magnifico cornuto, Una vergine per il principe
- Nando Gazzolo in Cleo dalle 5 alle 7
- Sergio Graziani in Colpo grosso al casinò
- Sergio Tedesco in Il delitto Dupré
- Riccardo Cucciolla in Giulietta degli spiriti
- Arturo Dominici in Gli scassinatori

## Opere
Considerato l'alto numero di opere e articoli pubblicati da Vilallonga, l'elenco non è completo.

### Opere in francese
- Les Ramblas finissent à la mer, 1953
- Les gens de bien, 1955
- L'heure dangereuse du petit matin, 1957
- L'homme de sang, 1959
- L'homme de plaisir, 1961
- Allegro barbaro, 1967
- Fiesta, 1971
- Gold Gotha, 1972
- À pleines dents, intervista con Guy Monréal, 1973
- Furia, 1974
- Femmes, 1975
- Solo, 1976
- L'image de marque, 1976
- Españas. La chute, 1977
- Les gangrènes de l'honneur, 1977
- Ma vie est une fête. Les cahiers noirs, 1988
- Altesse, 1986
- Le roi, unica biografia autorizzata del re Juan Carlos, 1993
- Le gentilhomme européen, 1992
- Fellini, 1994

### Opere in spagnolo
(alcune sono traduzioni delle opere francesi, in un caso pubblicate prima dell'originale)
- Mujeres al descubierto, 1976
- Allegro barbaro, 1978
- La nostalgia es un error, 1980
- Los sables, la corona y la rosa, 1984
- La imprudente memoria, 1985
- El Rey, traduzione dal francese dell'unica biografia autorizzata del re Juan Carlos, 1991 (l'originale sarà pubblicata nel 1993)
- Encuentros y encontronazos, 1995
- El sable del caudillo, 1997
- Cartas desde París a mis paisanos los íberos, 1998
- Franco y el Rey, 1998
- Inolvidables mujeres, 1999
- Hojas al viento: cartas a mi nieta, 2003
- Políticamente incorrecto, 2006
- Memorias no autorizadas. La cruda y tierna verdad, primo volume dell'autobiografia, 2000
- Memorias no autorizadas. Otros mundos, otra vida, secondo volume dell'autobiografia, 2001
- Memorias no autorizadas. La flor y nata, terzo volume dell'autobiografia, 2002
- Memorias no autorizadas. La rosa, la corona y el marqués rojo, ultimo volume dell'autobiografia, 2004